# کارمن فارالا
کارمن فارالا (به انگلیسی: Carmen Farala) با نام مستعار دنیل مورا روخاس (به انگلیسی: Daniel Mora Rojas) (زاده ۴ نوامبر ۱۹۸۹) زن‌پوش اسپانیایی است.